# Zahnkamm

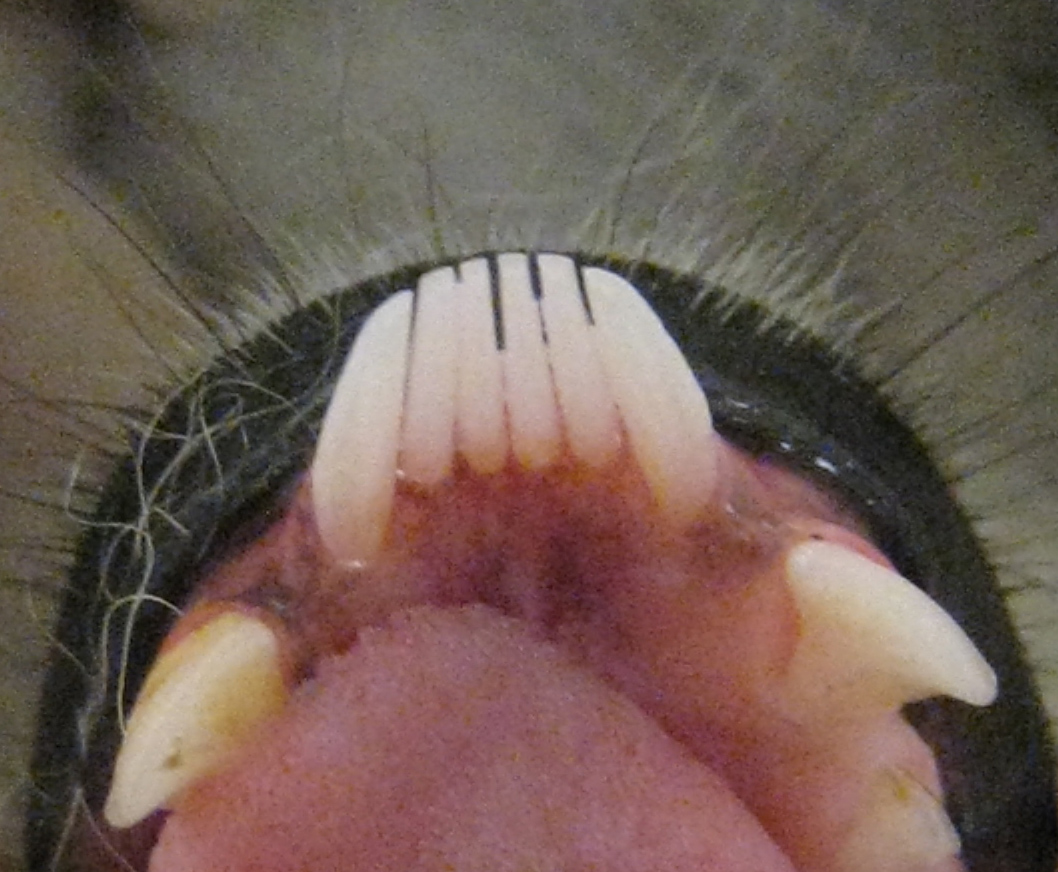
Zahnkamm eines Kattas

Der Zahnkamm ist eine bei den Spitzhörnchen sowie den meisten Feuchtnasenaffen vorkommende Zahnstruktur.
Er besteht aus den Schneide- und Eckzähnen des Unterkiefers, diese Zähne ragen nach vorn und sind auffallend schlank und langgestreckt. Der Zahnkamm setzt sich bei den Feuchtnasenaffen aus 6 (4 Schneide- und 2 Eckzähnen) und bei den Spitzhörnchen aus 8 Zähnen (6 Schneide- und 2 Eckzähnen) zusammen. Da die Eckzähne funktionelle Schneidezähne werden, übernehmen die vordersten Prämolaren deren Funktion und sind entsprechend umgeformt. Auch klafft oft eine Lücke zwischen dem Zahnkamm und dem vordersten Prämolar sowie zwischen diesem und den dahinter liegenden Backenzähnen.
Der Zahnkamm wird in erster Linie zur Fellpflege eingesetzt, daneben dient er aber auch als „Löffel“ zur Aufnahme weicher Fruchtteile und Pflanzensäfte. Es ist unwahrscheinlich, dass sich diese Struktur als Anpassung an die Fellpflege entwickelt hat, vermutlich ist die Nahrungsaufnahme der ursprünglichere Zweck.
Früher galt der Zahnkamm als Beleg für die enge Verwandtschaft zwischen Spitzhörnchen und Primaten. Aufgrund der unterschiedlichen Zahnanzahl wird diese Struktur allerdings heute lediglich als konvergente Entwicklung betrachtet.